# Tummelhaus
Tummelhaus hieß ein Wohnplatz im Stadtteil Gräfrath der bergischen Großstadt Solingen.

## Geographie
Tummelhaus liegt am oberen Beginn der Nümmener Straße (bis 1935 Gasstraße) in unmittelbarer Nachbarschaft zum dort befindlichen, ehemaligen Gaswerk (heute durch mehrere Firmen genutzt). Nördlich befindet sich der Parkfriedhof Solingen. Tummelhaus liegt auf einer kleinen Anhöhe über dem Nümmener Bach westlich von Bergerbrühl, nördlich von Untenflachsberg sowie nordöstlich von Nümmen.

## Geschichte
Tummelhaus gehörte zur Honschaft Gräfrath innerhalb des Amtes Solingen. In der Topographischen Karte des Regierungsbezirks Düsseldorf von 1871 ist der Ort nicht verzeichnet. In der Karte Stadt- und Landkreis Solingen des Landmessers August Hofacker aus dem Jahre 1898 ist der Ort als Tummelhaus verzeichnet. Den Überlieferungen zufolge soll sich ursprünglich um eine Einzelsiedlung gehandelt haben, in Adressbüchern wird die Adresse 1936 und 1953 mit Nümmener Straße 25 angegeben. Am nahen Nümmener Bach soll auch ein Schleifkotten betrieben worden sein. Laut dem Solinger Tageblatt vom 18./19. Juli 1942 handelte es sich um ein einzelnes Haus, in dem während des Zweiten Weltkriegs der Fuhrunternehmer und Kohlenhändler A. Faupel sein Geschäft betrieb. Nach der Gründung der Mairien und späteren Bürgermeistereien Anfang des 19. Jahrhunderts gehörte die Ortschaft zur Bürgermeisterei Gräfrath.
1815/16 lebten 15 Einwohner im Ort. 1830 lebten im als Bauernhof bezeichneten Ort 18 Menschen. 1832 war Tummelhaus weiterhin Teil der Gräfrather Honschaft innerhalb der Bürgermeisterei Gräfrath.  Der nach der Statistik und Topographie des Regierungsbezirks Düsseldorf als Ackergütchen kategorisierte Ort besaß zu dieser Zeit zwei Wohnhäuser, eine Mühle (wohl der Schleifkotten) und vier landwirtschaftliche Gebäude. Zu dieser Zeit lebten 16 Einwohner im Ort, allesamt evangelischen Bekenntnisses. Die Gemeinde- und Gutbezirksstatistik der Rheinprovinz führt den Ort 1871 mit vier Wohnhäusern und 51 Einwohnern auf. Im Gemeindelexikon für die Provinz Rheinland werden 1885 fünf Wohnhäuser mit 43 Einwohnern angegeben. 1895 besitzt der Ortsteil neun Wohnhäuser mit 66 Einwohnern, 1905 wird der Ort nicht mehr genannt.
Mit der Städtevereinigung im Jahre 1929 wurde Tummelhaus ein Ortsteil Solingens. In den amtlichen Stadtplänen im Laufe des 20. Jahrhunderts ist der Wohnplatz Tummelhaus nicht mehr verzeichnet und in der Bebauung der oberen Nümmener Straße vollständig aufgegangen.